# Cydosia gracilella
Cydosia gracilella är en fjärilsart som beskrevs av Achille Guenée 1879. Cydosia gracilella ingår i släktet Cydosia och familjen nattflyn. Inga underarter finns listade i Catalogue of Life.